# エマニュエル・アックス
エマニュエル・アックス（英語: Emanuel Ax、1949年6月8日 - ）は、アメリカ合衆国のピアニスト。ユダヤ系ポーランド人。

## 経歴
生い立ち
1949年、ソビエト連邦・ウクライナ・ソビエト社会主義共和国のリヴォフ（現在のウクライナ・リヴィウ）に生まれた。両親は共にナチスの強制収容所を生き延びたユダヤ人家庭であった。6歳のときに父の手ほどきでピアノの学習を開始した。8歳の時に家族とともにワルシャワへ移り、さらに2年後にカナダのウィニペグへ一家で移住した。
アメリカへ渡る
1961年にニューヨークに移住し、ジュリアード音楽院のミェチスワフ・ムンツに師事した。また、父の薦めによりコロンビア大学へも入学し、フランス語を専攻した。1970年に米国の市民権を取得した。
1971年のヴィアンナ・ダ・モッタ国際音楽コンクールピアノ部門第3位。1972年のエリザベート王妃国際音楽コンクールで7位、1974年にテルアヴィヴ・ルービンシュタイン国際ピアノコンクールに優勝する。1979年にはニューヨーク・エイヴリー・フィッシャー賞を獲得する。
ピアニストの野崎洋子と結婚し、ニューヨークに在住。2児の父である。

## レパートリー
バッハから現代音楽まで幅広いレパートリーを持っていて、ソロ・リサイタルでは基本的にバロックからロマン派までをプログラムに入れている。また室内楽やピアノ協奏曲のコンサートも、ソロと同様に幅広いレパートリーを持ち、ソロに偏ることが無い。
ソロの録音点数はそのレパートリーの広さに反して決して多いとは言えず、ハイドンのソナタを3枚、ブラームスのピアノソナタや晩年の小品を含む3枚、ショパンのスケルツォ、バラードなどを含む3枚、リストが1枚と数は限られている。
室内楽や協奏曲の録音は多く、ヨーヨー・マとのベートーヴェンのチェロソナタ全曲録音やショパンのチェロソナタ、アイザック・スターンとのブラームスのピアノ四重奏曲やフォーレのピアノ四重奏曲などの録音がある。協奏曲ではリスト室内管弦楽団とのハイドン3曲、ベートーヴェンのピアノ協奏曲全5曲もアンドレ・プレヴィン、ズービン・メータらと組んで録音を残している。近年はイェフィム・ブロンフマンと組んで2台ピアノでラフマニノフやブラームスの作品を録音した。
現代音楽については、ジョン・コリリアーノ、ジョン・アダムズやクリストファー・ラウズ、ブライト・シェンらのピアノ曲の世界初演に取り組んできた。また、マイケル・ティペットやハンス・ヴェルナー・ヘンツェなど。
ジ・エイジ・オヴ・インライトゥンメント・オーケストラとは、19世紀前半のフランス式ピアノを用いて、ショパンの協奏的作品の全曲録音も行なった。